# 火炬村站
火炬村站位于中华人民共和国湖南省长沙市芙蓉区晚报大道与万家丽中路交叉口地下，是长沙地铁5号线的地铁车站，2016年6月28日开通。

## 车站

### 车站结构
| 地面      |                                   | 地铁出入口                        |  |
| 地下 一层 |                                   | 站厅、售票机、客服中心、便利店    |  |
| 地下 二层 |                                   | 5号线列车往水渡河(下一站：鸭子铺) |  |
| 地下 二层 | 岛式月台，左边车门将会开启        |                                   |  |
| 地下 二层 | 5号线列车往毛竹塘(下一站：马王堆) |                                   |  |

## 车站周边
- 尹家湾
- 古汉城
- 湖南省老干所
- 晩报大道
- 马王堆遗址公园